# Мале Пчелице

Мале Пчелице су насеље на територији града Крагујевац.

## Географија
Околна насеља су: Драча и Дивостин на западу, Шумарице на северу (из општине Аеродром), Корићани и Велико Поље на југу и на истоку се налази насеље Станово где ученици похађају основну школу. У насељу постоји издвојено школа матичне школе “Драгиша Михајловић“ из насеља Станово.

## Саобраћај
Од центра Града Крагујевца насеље Мале Пчелице удаљено је око шест километара. Линије градског превоза кроз насеље су: линија бр. 5, линија бр. 26.

## Историја
Када је укинуто самостално насеље Мале Пчелице тада је и територија некадашње катастарске општине Мале Пчелице, површине од 2.689 ha, припојена КО Крагујевац, данас се насеље налази на територији КО Крагујевац III. Данашња територија месне заједнице Ново Насеље износи 127,1 ha, а месне заједнице Старо Село 481,3 ha.

## Установе
У насељу се налази ”Завод за збрињавање одраслих” са око 950 штићеника где добијају услуге менталне рехабилитације.
Спортска установа-Један од најстаријих сеоских клубова ФК ″Сељак″ из Малих Пчелица основан је у јесен 1928. године. Прву лопту у селу донео је те године Милорад Видовић, свршени питомац Војно-техничког завода у Крагујевцу. Првих неколико година после оснивања ″Сељак″ је играо пријатељске утакмице са клубовима из Крагујевца и околине. Априла 1932. године формира се Крагујевачки лоптачки савез. Исте године се клуб званично пријављује за званична такмичења. Боја клуба је зелена, алудирајући на боје зелених ливада у селу.

## Демографија
Састоје се од две месне заједнице: Мале Пчелице- Ново Насеље и Мале Пчелице- Старо Село са 6.333 становника на територији месних заједница по попису становништва 2002. године. Број становника по пописним годинама је био: 1948. године- 683 становника; 1953. године- 668 становника; 1961. године- 720 становника; 1971. године- 2.274 становника, да би у следећем попису 1981. број становника порастао на чак 5.006 становника, услед великог демографског раста и физиономског срастања са насељем Крагујевац ово некада самостално насеље (приградско село) постаје део насеља Крагујевац 1991. године. Подаци о броју становника са следећих пописа се односе на територију месних заједница Ново Насеље и Старо Село. 1991. године је било 5.031 становника, а 2002. године 6.333 (са урачунатим ИРЛ са Косова и Метохије. (Ново Насеље 3.908 становника и Старо Село 2.425 становника). Проспект Скупштине Града Крагујевца из фебруара 2008. године наводи да Мале Пчелице имају 7.052 становника и то месна заједница Ново Насеље 4307, а Старо Село 2745 становника.
Занимљив је податак да на територији Града Крагујевца у градској општини Пивара постоји насеље Велике Пчелице које су до пописа становнштва 1961. године веће и по броју становника и по површини од тадашњег села Мале Пчелице, али због положаја у близини града Мале Пчелице повећавају своје становништво тако да данас имају чак 10 пута више становника од села Велике Пчелице.